# Cratere Diomedes
Diomedes è un cratere sulla superficie di Teti.